# Campionato nordamericano di rugby a 15
Il Campionato Nordamericano di rugby a 15 (conosciuto fino al 2015 come Campionato di Rugby dei Caraibi) è una competizione organizzata dal Rugby Americas North che oppone le nazioni dei Caraibi e dal 2011 il Messico e una selezione del Sud degli Stati Uniti, le USA Rugby South Panthers. 
Si svolge con cadenza annuale dal 2011. Sovente vale anche come turno preliminare della zona Americana per la coppa del mondo.

## Albo d'oro
| Anno | Vincitore                                                                         | Finale                                                                            | Secondo                                                                           | Terzo                                                                             |
| Tornei organizzati dal NAWIRA – (North America and West Indies Rugby Association)                                        | Tornei organizzati dal NAWIRA – (North America and West Indies Rugby Association) | Tornei organizzati dal NAWIRA – (North America and West Indies Rugby Association) | Tornei organizzati dal NAWIRA – (North America and West Indies Rugby Association) | Tornei organizzati dal NAWIRA – (North America and West Indies Rugby Association) |
| --- | --------------------------------------------------------------------------------- | --------------------------------------------------------------------------------- | --------------------------------------------------------------------------------- | --------------------------------------------------------------------------------- |
| 1966 | Guyana                                                                            | G                                                                                 | Trinidad e Tobago                                                                 | Barbados                                                                          |
| 1967 | Trinidad e Tobago                                                                 | G                                                                                 | Barbados                                                                          | Guyana                                                                            |
| 1969 | Giamaica                                                                          | G                                                                                 | Bahamas                                                                           | Guyana                                                                            |
| 1973 | Trinidad e Tobago                                                                 | G                                                                                 |                                                                                   |                                                                                   |
| 1975 | Giamaica                                                                          | G                                                                                 | Barbados                                                                          | Trinidad e Tobago                                                                 |
| 1977 | Bermuda                                                                           | G                                                                                 |                                                                                   |                                                                                   |
| 1979 | Bermuda                                                                           | G                                                                                 |                                                                                   |                                                                                   |
| 1981 | Bermuda                                                                           | G                                                                                 |                                                                                   |                                                                                   |
| 1983 | Trinidad e Tobago                                                                 | G                                                                                 |                                                                                   |                                                                                   |
| 1985 | Trinidad e Tobago                                                                 | G                                                                                 |                                                                                   |                                                                                   |
| 1996 | Bermuda                                                                           | 29-8                                                                              | Trinidad e Tobago                                                                 |                                                                                   |
| 1997 | Trinidad e Tobago                                                                 | 31-14                                                                             | Isole Cayman                                                                      | Martinica                                                                         |
| 1998 | Bermuda                                                                           | G                                                                                 | Trinidad e Tobago                                                                 | Giamaica                                                                          |
| 1999 | Isole Cayman Trinidad e Tobago                                                    | G                                                                                 |                                                                                   |                                                                                   |
| Tornei organizzati dal NACRA – (North America Caribbean Rugby Association fino 2015) RAN (Rugby Americas North dal 2016) |                                                                                   |                                                                                   |                                                                                   |                                                                                   |
| 2001 | Trinidad e Tobago                                                                 | 23-12                                                                             | Bermuda                                                                           | Barbados                                                                          |
| 2005 | Barbados                                                                          | 52-3                                                                              | Bahamas                                                                           | Guyana e Isole Cayman                                                             |
| 2008 | Trinidad e Tobago                                                                 | 40-24                                                                             | Guyana                                                                            | Bermuda                                                                           |
| 2011 | Bermuda                                                                           | 11-0                                                                              | Guyana                                                                            | Bahamas e Trinidad e Tobago                                                       |
| 2012 | Bermuda                                                                           | 18-0                                                                              | Guyana                                                                            | Isole Cayman e Trinidad e Tobago                                                  |
| 2013 | USA South                                                                         | 26-18                                                                             | Trinidad e Tobago                                                                 | Guyana e Isole Cayman                                                             |
| 2014 | Guyana                                                                            | 30-27                                                                             | USA South                                                                         | Isole Cayman e Trinidad e Tobago                                                  |
| 2015 | Trinidad e Tobago                                                                 | 33-16                                                                             | Messico                                                                           | Guyana e Isole Cayman                                                             |
| 2016 | Messico                                                                           | 32-3                                                                              | Guyana                                                                            | Isole Cayman e Trinidad e Tobago                                                  |
| 2017 | USA South                                                                         | 23-19                                                                             | Guyana                                                                            | Isole Cayman e Trinidad e Tobago                                                  |
| 2018 | USA South                                                                         | G                                                                                 | Isole Cayman                                                                      | Bermuda                                                                           |
| 2019 | Bermuda                                                                           | 33-10                                                                             | Guadalupa                                                                         |                                                                                   |